# FCV Dender EH
El Football Club Verbroedering Dender Eendracht Hekelgem es un club de fútbol belga, con sede en Denderleeuw en la provincia de Flandes Oriental. El club está afiliado a la Asociación Belga de Fútbol con el número de matrícula 3900. FCV Dender EH se formó el 11 de abril de 2005 a partir de la fusión de KFC Denderleeuw y Verbroedering Denderhoutem. Sus colores son el negro, azul y rojo. El estadio del club es Florent Beeckmanstadion en Denderleeuw. Juega en la Primera División de Bélgica.

## Historia

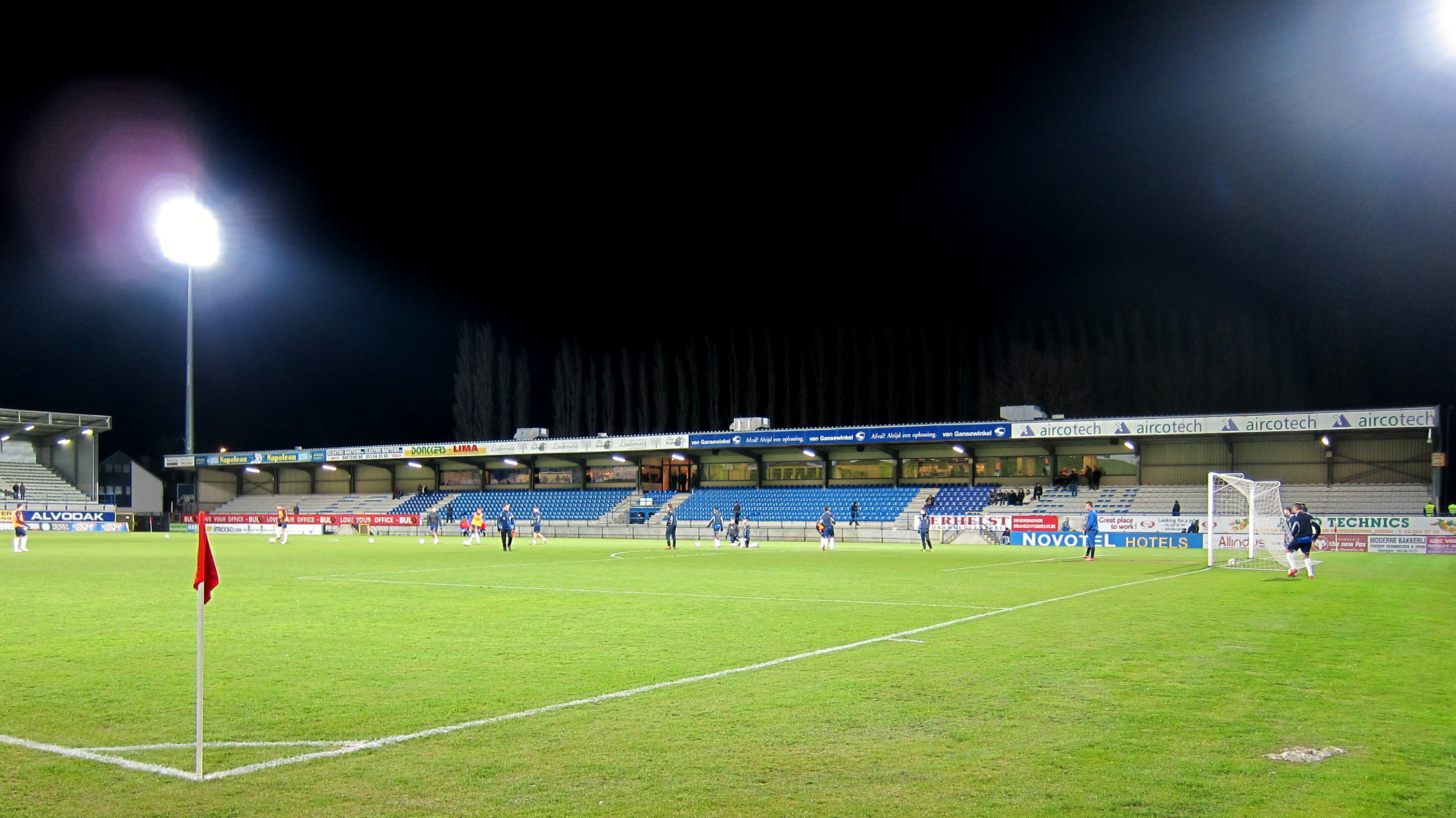
Van Roystadion

Verbroedering Denderhoutem se fundó en Denderhoutem y se unió a la asociación de fútbol en 1943. El club recibió la matrícula n.º 3900 y sus colores eran el rojo y el negro. El club fue escalando poco a poco y llegó a la Serie de la Promoción en las décadas de los 80 y 90, pero siguió subiendo y bajando entre Nacional y Provincial. En torno al nuevo milenio, el club dio un paso más. En 1998, Verbroedering Denderhoutem ascendió a Tercera División por primera vez. En 2003 descendió, pero a la temporada siguiente volvió a Tercera División.
En las cercanías de Denderleeuw, se fundó en 1952 el FC Denderleeuw, que se unió a la asociación de fútbol al año siguiente y se le asignó el número 5647. Denderleeuw tenía el azul-negro como colores. Denderleeuw también supo escalar a nivel nacional y llegó a Tercera División en 1973 durante dos temporadas. Tras unos descensos a nivel provincial, el FC Denderleeuw pudo ascender de nivel provincial a Segunda División por un corto tiempo en la década de los 90, donde había jugado ininterrumpidamente durante ocho temporadas. En 2001, FC Denderleeuw se fusionó con Eendracht Hekelgem para formar FC Denderleeuw EH. El FC Denderleeuw EH volvió a descender a Tercera División en 2004.
En 2004 los presidentes del FC Denderleeuw y Verbroedering Denderhoutem llegaron a un acuerdo de fusión. Las juntas directivas de ambos clubes acordaron que la mejora era necesaria para sobrevivir como un equipo fuerte de la región de Dender en el fútbol moderno. En abril de 2005, ambos equipos de Tercera división se fusionaron en un nuevo club, FCV Dender EH. El club fusionado continuó con la matrícula 3900 de Denderhoutem y jugó sus partidos como local en el Estadio Florent Beeckman de FC Denderleeuw. Los colores del club se convirtieron en los colores de los clubes anteriores, rojo-azul-negro. En la primera temporada, el club se proclamó inmediatamente campeón y ascendió de inmediato a Segunda División, donde finalizó la primera vuelta con 43 puntos. En el parón invernal tenían cinco puntos de ventaja sobre su perseguidor, el Amberes. Dender solo perdió dos partidos en la primera ronda. El 13 de mayo de 2007, Dender se consagró campeón y así el club pasó directo a Primera División en tan solo una temporada.
En la primera temporada en Primera División, el equipo estuvo en la parte baja de la clasificación durante todo el tiempo durante la primera vuelta. El entrenador Jean-Pierre Vande Velde fue despedido y reemplazado temporalmente por Patrick Asselman como entrenador interino. Johan Boskamp fue nombrado nuevo entrenador unas semanas después. Al final, Dender terminó en el decimoquinto lugar en la clasificación de la Jupiler Pro League con 33 puntos (9 victorias, 19 derrotas, 6 empates), lo que aseguró la permanencia.
Boskamp siguió siendo entrenador en el segundo año de Primera División. Como tuvo que someterse a una operación de rodilla en diciembre de 2008 y estaría fuera de acción durante mucho tiempo, fue reemplazado por Patrick Asselman. Boskamp renunció en mayo de 2009 debido a una discusión con Patrick Asselman, quien lo sucedió como primer entrenador. El club terminó nuevamente en el decimoquinto lugar, pero tuvo que pasar a una ronda final con el equipo de primera división KSV Roeselare y los equipos de segunda división Lierse SK y Antwerp FC debido a una reforma de la competencia, en la que se reduciría el número de clubes en Primera División de 18 a 16. Dender terminó segundo detrás de Roeselare y volvió a la Segunda División después de dos temporadas.
Después de tres temporadas en Segunda División, el club descendió aún más a Tercera División en 2012. Con la reforma de la competición de 2016, podría conseguir un lugar entre los mejores equipos amateurs, por lo que el FCV Dender EH continuó en la Primera División Aficionada. Después de jugar al más alto nivel amateur durante seis temporadas, Dender ganó la ronda final en 2022 con RFC Liège, Knokke FC y Dessel Sport, llevándolo de regreso al fútbol profesional.
En la temporada 2023/24 quedó segundo en la Segunda División lo que le devuelve después de 15 años a la Jupiler League.

## Palmarés

### Torneos nacionales
- Segunda División de Bélgica (1): 2006/07
- Tercera División de Bélgica (1): 2005/06
- Cuarta División de Bélgica: 2003/04
- División Nacional 1: 2021/22

## Resultados
| Temporada                                                                       | División | División | División | División | División | División | División | División | División | Denominación        | Puntos                                                | Observaciones                                                                            |
|                                                                                 | I        | I        | II       | III      | IV       | P.I      | P.II     | P.III    | P.IV     |                     |                                                       |                                                                                          |
| ------------------------------------------------------------------------------- | -------- | -------- | -------- | -------- | -------- | -------- | -------- | -------- | -------- | ------------------- | ----------------------------------------------------- | ---------------------------------------------------------------------------------------- |
| como Verbroedering Denderhoutem                                                 |          |          |          |          |          |          |          |          |          |                     |                                                       |                                                                                          |
| 1976/77                                                                         |          |          |          |          |          |          |          |          | 1        | Cuarta Prov. O-Vl   | 51                                                    |                                                                                          |
| 1977/78                                                                         |          |          |          |          |          |          |          | 1        |          | Tercera Prov. O-Vl  | 54                                                    |                                                                                          |
| 1978/79                                                                         |          |          |          |          |          |          | 1        |          |          | Segunda Prov. O-Vl  | 48                                                    |                                                                                          |
| 1979/80                                                                         |          |          |          |          |          | 1        |          |          |          | Primera Prov. O-Vl  | 46                                                    | descendió a pesar de quedar campeón                                                      |
| 1980/81                                                                         |          |          |          |          |          |          | 1        |          |          | Segunda Prov. O-Vl  | 45                                                    |                                                                                          |
| 1981/82                                                                         |          |          |          |          |          | 3        |          |          |          | Primera Prov. O-Vl  | 39                                                    |                                                                                          |
| 1982/83                                                                         |          |          |          |          |          | 1        |          |          |          | Primera Prov. O-Vl  | 43                                                    |                                                                                          |
| 1983/84                                                                         |          |          |          |          | 14       |          |          |          |          | Cuarta A            | 26                                                    |                                                                                          |
| 1984/85                                                                         |          |          |          |          |          | 1        |          |          |          | Primera Prov. O-Vl  | 48                                                    |                                                                                          |
| 1985/86                                                                         |          |          |          |          | 9        |          |          |          |          | Cuarta A            | 29                                                    |                                                                                          |
| 1986/87                                                                         |          |          |          |          | 13       |          |          |          |          | Cuarta A            | 23                                                    |                                                                                          |
| 1987/88                                                                         |          |          |          |          | 11       |          |          |          |          | Cuarta A            | 26                                                    |                                                                                          |
| 1988/89                                                                         |          |          |          |          | 11       |          |          |          |          | Cuarta A            | 26                                                    |                                                                                          |
| 1989/90                                                                         |          |          |          |          | 11       |          |          |          |          | Cuarta A            | 28                                                    |                                                                                          |
| 1990/91                                                                         |          |          |          |          | 12       |          |          |          |          | Cuarta B            | 26                                                    |                                                                                          |
| 1991/92                                                                         |          |          |          |          | 11       |          |          |          |          | Cuarta B            | 27                                                    |                                                                                          |
| 1992/93                                                                         |          |          |          |          | 16       |          |          |          |          | Cuarta B            | 22                                                    |                                                                                          |
| 1993/94                                                                         |          |          |          |          |          | 5        |          |          |          | Primera Prov. O-Vl  | 35                                                    |                                                                                          |
| 1994/95                                                                         |          |          |          |          |          | 2        |          |          |          | Primera Prov. O-Vl  | 40                                                    |                                                                                          |
| 1995/96                                                                         |          |          |          |          |          | 3        |          |          |          | Primera Prov. O-Vl  | 59                                                    |                                                                                          |
| 1996/97                                                                         |          |          |          |          | 10       |          |          |          |          | Cuarta A            | 40                                                    |                                                                                          |
| 1997/98                                                                         |          |          |          |          | 5        |          |          |          |          | Cuarta B            | 50                                                    | gana ronda final contra KVV Heidebloem Dilsen, Eendracht Meldert y FC Eendracht Hekelgem |
| 1998/99                                                                         |          |          |          | 6        |          |          |          |          |          | Tercera A           | 45                                                    |                                                                                          |
| 1999/00                                                                         |          |          |          | 11       |          |          |          |          |          | Tercera A           | 40                                                    |                                                                                          |
| 2000/01                                                                         |          |          |          | 10       |          |          |          |          |          | Tercera A           | 38                                                    |                                                                                          |
| 2001/02                                                                         |          |          |          | 7        |          |          |          |          |          | Tercera A           | 45                                                    |                                                                                          |
| 2002/03                                                                         |          |          |          | 14       |          |          |          |          |          | Tercera A           | 29                                                    | derrota en ronda final contra KSV Bornem                                                 |
| 2003/04                                                                         |          |          |          |          | 1        |          |          |          |          | Cuarta B            | 72                                                    |                                                                                          |
| 2004/05                                                                         |          |          |          | 4        |          |          |          |          |          | Tercera A           | 54                                                    |                                                                                          |
| como FCV Dender EH (fusión de Verbroedering Denderhoutem con FC Denderleeuw EH) |          |          |          |          |          |          |          |          |          |                     |                                                       |                                                                                          |
| 2005/06                                                                         |          |          |          | 1        |          |          |          |          |          | Tercera A           | 65                                                    |                                                                                          |
| 2006/07                                                                         |          |          | 1        |          |          |          |          |          |          | Segunda             | 77                                                    |                                                                                          |
| 2007/08                                                                         | 15       | 15       |          |          |          |          |          |          |          | Primera             | 33                                                    |                                                                                          |
| 2008/09                                                                         | 15       | 15       |          |          |          |          |          |          |          | Primera             | 35                                                    | segundo en ronda final con KSV Roeselare, Lierse SK y Antwerp FC                         |
| 2009/10                                                                         |          |          | 13       |          |          |          |          |          |          | Segunda             | 43                                                    |                                                                                          |
| 2010/11                                                                         |          |          | 7        |          |          |          |          |          |          | Segunda             | 49                                                    |                                                                                          |
| 2011/12                                                                         |          |          | 17       |          |          |          |          |          |          | Segunda             | 33                                                    |                                                                                          |
| 2012/13                                                                         |          |          |          | 9        |          |          |          |          |          | Tercera B           | 51                                                    |                                                                                          |
| 2013/14                                                                         |          |          |          | 11       |          |          |          |          |          | Tercera A           | 40                                                    |                                                                                          |
| 2014/15                                                                         |          |          |          | 9        |          |          |          |          |          | Tercera A           | 49                                                    | Jugó la ronda final contra SK Deinze pero no obtuvo una licencia para Segunda            |
| 2015/16                                                                         |          |          |          | 5        |          |          |          |          |          | Tercera A           | 59                                                    |                                                                                          |
|                                                                                 | 1A       | 1B       | 1Am      | 2Am      | 3Am      | P.I      | P.II     | P.III    | P.IV     |                     | desde 2016-17 hay 3 niveles nacionales y 2 regionales | desde 2016-17 hay 3 niveles nacionales y 2 regionales                                    |
| 2016/17                                                                         |          |          | 5        |          |          |          |          |          |          | Primera Div. Afic.  | 50                                                    |                                                                                          |
| 2017/18                                                                         |          |          | 11       |          |          |          |          |          |          | Primera Div. Afic.  | 36                                                    |                                                                                          |
| 2018/19                                                                         |          |          | 9        |          |          |          |          |          |          | Primera Div. Afic.  | 40                                                    |                                                                                          |
| 2019/20                                                                         |          |          | 7        |          |          |          |          |          |          | Primera Div. Afic.  | 31                                                    |                                                                                          |
| 2020/21                                                                         |          |          | 13       |          |          |          |          |          |          | División Nacional 1 | 0                                                     | La competición se detuvo cuando Dender no había disputado ningún partido                 |
| 2021/22                                                                         |          |          | 1        |          |          |          |          |          |          | División Nacional 1 | 46                                                    | gana ronda final a RFC Lieja, Knokke FC y KFC Dessel Sport                               |
| 2022/23                                                                         |          | 9        |          |          |          |          |          |          |          | Segunda             | 39                                                    |                                                                                          |
| 2023/24                                                                         |          | 2        |          |          |          |          |          |          |          | Segunda             | 54                                                    | ascenso                                                                                  |